# Dominga
Dominga, pseudonimo di Domenica Torno (Turbigo, 1950), è una cantante italiana che ha debuttato nella musica leggera a metà degli anni sessanta.

## Biografia
Inizia la carriera giovanissima, partecipando a numerosi concorsi canori; in uno di questi, la seconda edizione della Fiera della Canzone Italiana di Milano, nel 1965, vince presentando il brano Ho dimenticato per te, riuscendo a farsi notare dal maestro Angelo Camis, che le propone un contratto discografico per la piccola etichetta di sua proprietà, la New Star.
Debutta con un disco tris (un 45 giri contenente tre brani) nel 1966, e nello stesso anno partecipa nuovamente alla Fiera della Canzone Italiana con La mia nostalgia (pubblicata in un 33 giri antologico); a queste prime incisioni fanno seguito altri dischi nel 1967 e nel 1968 (anche come cantante solista dell'orchestra di Angelo Camis).
I dischi riescono a farla notare da un'etichetta più importante, la Decca, che la mette sotto contratto e le prepara un lancio curandole innanzitutto l'immagine, con una pettinatura a caschetto e delle minigonne cortissime, e facendola partecipare a Settevoci: Dominga riesce a diventare campionessa per alcune settimane, presentando Isadora, cover di una canzone di John Carter (il testo italiano è curato da Vito Pallavicini).
Il 45 giri, anche grazie al lato B (Ricordati ragazzo, versione curata da Devilli di Nature boy, scritta da Eden Ahbez e lanciata da Frank Sinatra), ottiene un discreto successo, così come il successivo, Sì eternamente caro.
Partecipa poi a Un disco per l'estate 1970 con Dimmi cosa aspetti ancora (scritta da Gianfranco Baldazzi, Sergio Bardotti e Daniela Casa), arrivando fino alle serate finali; con la canzone sul retro del 45 giri, Cieli azzurri sul tuo viso (scritta da Franco Migliacci, Piero Pintucci e Marcello Marrocchi), partecipa invece al Festivalbar 1970, ed anche questo disco riesce ad entrare in classifica; viene inoltre stampata una versione del 45 giri per il mercato iberico.
In autunno Dominga lancia Sto con te, scritta da Daniele Pace, e la Decca decide di pubblicare il primo album dell'artista, Dedicato a te, che, oltre che racchiudere i suoi successi, contiene alcuni inediti come Io ti morivo dietro e Amore o simpatia; l'album viene pubblicato anche in Sudamerica, dove Dominga effettua un tour.
In primavera partecipa con Olì olè olì olà a Un disco per l'estate 1971: la canzone, che ricalca lo stile di Orietta Berti (tra gli autori vi sono Daniele Pace e Mario Panzeri) viene però eliminata, ed il disco ottiene un riscontro decisamente più basso.
Partecipa poi al Festival della canzone Italiana di Barcellona con il retro del 45 giri, Sì monsieur, no monsieur, classificandosi al primo posto.
In inverno viene pubblicato il suo secondo album, che contiene alcune cover come Creola, Rosamunda, Vivrò, Vorrei danzar con te, oltre ai suoi successi Dimmi cosa aspetti ancora e Olì olè olì olà ed all'inedito Il momento.
Ritorna a Un disco per l'estate 1972 con Guarda la città, canzone scritta da Ugolino, che viene eliminata; la canzone sul retro, Favola, è scritta da Rinaldo Prandoni.
Dotata di una bella presenza, Dominga si fa fotografare senza veli per una rivista per soli uomini, ABC, cosa che non la aiuta nella promozione televisiva dei dischi, causandole anzi un'assenza dai teleschermi.
Il 45 giri dell'anno seguente contiene sul lato A Ogni giorno così, e sul retro una canzone nuovamente di Ugolino, Cieli rossi, ma il disco è un insuccesso e la Decca decide di non rinnovarle il contratto.
Ritorna quindi nuovamente alla New Star Records, per cui incide alcuni 45 giri negli anni successivi.
A partire dagli anni '80 Dominga si dedicherà al liscio, fondando una propria orchestra, Dominga e la scatola magica, che sarà attivo fino all'inizio degli anni '90.
Nello stesso decennio Dominga fonda poi i Rococò, vestiti come i Rondò Veneziano ma con un repertorio melodico-liscio, con cui incide un album omonimo.
Pubblica un altro lavoro come solista nel 1998.

## Discografia

### 33 giri
- 1970: Dedicato a te (Decca, DIS 11)
- 1971: Il momento di Dominga (Decca, DIS 14)
- 1988: Anni '60 in poi (come Dominga e la Scatola Magica)
- 1995: Rococò (con i Rococò)
- 1998: Canta con me

### 45 giri
- 12 febbraio 1966: Ho dimenticato per te/Te ne sei andato/L'amore tornerà (New Star NSR 1007)
- 1967: Madonnina diglielo tu/Pezzetti di luna/Era un gioco (New Star, NSR 1014)
- 1968: Addio all'estate/Magia dentro di me (New Star, NSR 1026)
- 1969: Isadora/Ricordati ragazzo (Decca, C 17004)
- 1969: Sì, eternamente caro/Lunedì, martedì (Decca, C 17007)
- 1970: Dimmi cosa aspetti ancora/Cieli azzurri sul tuo viso (Decca, C 17008)
- 1970: Sto con te/Una ragazza sola (Decca, C 17013)
- 1970: Un cuore un sentimento/Un uomo a metà (Decca, C 17014)
- 1971: Olì olè olì olà/Sì monsieur, no monsieur (Decca, C 17015)
- 1972: Guarda la città/Favola (Decca, C 17020)
- 1973: Ogni giorno così/Cieli rossi (Decca)
- 1976: Un'affettuosa amicizia/Dominga Dominga (New Star, NSR-1139)
- 1982: Viva l'estate/Bienate cha cha cha (New Star, NSR-1421)

### Compilation
- 26 luglio 1966: Le più belle canzoni della III Fiera della Canzone Italiana (New Star NSR 3001; mini LP con sei canzoni, Dominga è presente con La mia nostalgia)

## Discografia estera

### 33 giri
- 1970: Dedicato a te (London, LPS 77748; pubblicato in Venezuela)

### 45 giri
- 1970: Dimmi cosa aspetti ancora/Cieli azzurri sul tuo viso (Decca, DL 25 419; pubblicato in Germania)
- 1971: Sì monsieur, no monsieur/Cieli azzurri sul tuo viso (Decca, MO 1199; pubblicato in Spagna, lato A cantato in spagnolo)
- 1971: Olì olè olì olà/Sì monsieur, no monsieur (Decca,  PE 109; pubblicato in Portogallo)
- 1971: Olì olè olì olà/Sì monsieur, no monsieur (London, 11383; pubblicato in Perù)